# 高溪市镇
高溪市镇，是中华人民共和国湖南省永州市冷水滩区下辖的一个乡镇级行政单位。

## 行政区划
高溪市镇下辖以下地区：
高溪市街道社区、伍家坪村、排山塘村、七里坪村、戈底凼村、普口村、马塘村、甄家冲村、欧家村、樟木凼村、阳春庙村、青山洞村、易家桥村、因山岩村、王家冲村、田洞村、扶桥坝村、王家排村和香馥坝村。

## 交通
- 衡柳铁路：高溪市站